# Manuel María González Ángel
Manuel María González Ángel (Sanlúcar de Barrameda, 12 de mayo de 1812 - Jerez de la Frontera, 6 de enero de 1887), más conocido en vida como Manuel María González Peña, fue un destacado empresario y bodeguero jerezano, fundador de las bodegas González Byass y diputado en las Cortes de la Restauración.

## Biografía
Manuel María nació en Sanlúcar de Barrameda en el seno de una familia acomodada. El padre, José Antonio González y Rodríguez, era un antiguo oficial de la guardia de Corps, oriundo de Segovia, que llegó en Sanlúcar en 1783 con el cargo de visitador general de las rentas reales de las salinas de Sevilla. Allí se había casado con la sanluqueña María del Rosario Ángel y Moreno, comúnmente llamada Rosario Peña por confusión con el apellido de su padrastro José de la Peña Vocarando, segundo marido de su madre. La situación financiera de la familia empeora con la muerte del padre en 1832, y se mudan a Sevilla para que los cinco hijos puedan estudiar en la universidad.
El benjamín, Manuel María, con menos facilidad para el estudio que sus hermanos, pero dotado de determinación y habilidad, se colocó de empleado en la oficina comercial Lasanta y Cía. de Cádiz. Allí pudo presenciar el dinamismo creciente de las exportaciones bodegueras, que le empuja a adentrarse en la industria del vino de jerez. Con el apoyo y consejos de su tío materno Pepe Peña, gran entendido en la materia, en 1835 emprende un negocio de crianza y comercialización desde un pequeño almacén de Jerez, cercano al mercado de abastos. En ese primer año exporta sus primeras diez botas de vino, y el siguiente se asocia en su andadura empresarial con dos sanluqueños: Juan Bautista Dubosc, coetáneo y amigo de la infancia, y el veterano vinatero Francisco Gutiérrez de Agüera, que aportan cada uno 40.000 reales de vellón, igualando la inversión inicial de Manuel María.
En 1837, contrajo matrimonio con Victoria de Soto y Lavaggi, hija de un acaudalado comerciante indiano establecido en Cádiz. La pareja se estableció en Jerez, y con el paso del tiempo, el negocio de Manuel María fue prosperando de manera constante. Esto le permitió adquirir la viña San Antonio y, posteriormente, una gran extensión de terreno al suroeste de la ciudad, donde construyó nuevos cascos bodegueros, como La Constancia y Los Apóstoles.
La colaboración de Manuel María con un comerciante inglés llamado Robert Blake Byass en 1855 llevó a la empresa a un nuevo nivel de éxito, convirtiéndose en la bodega más importante de Jerez. Hacia finales de 1861, el patrimonio de la empresa ascendía a 46.743.212 reales, y sus exportaciones de vino alcanzaban un volumen de 162.795 arrobas. Además, la visita de la reina Isabel II a Jerez en 1862, donde presenció una "pisa de uva" en sus bodegas, elevó aún más su prestigio industrial y personal.

## Familia
En 1837, contrajo matrimonio con Victorina de Soto y Lavaggi. Era hija de Pedro Nolasco de Soto y Araco, comerciante indiano, oriundo de Briviesca, que hizo fortuna en México y se estableció en Cádiz en 1803, y de María Agustina Lavaggi y Echandia. Tuvieron ocho hijos:
- Victorina (1838-1918), casada con el bodeguero Enrique de Ysasi y Lacoste (hermano de Manuel de Ysasi).
- Emilia (1841-1889), esposa de Tomás Rivero y O’Neale, hijo de Joaquín María Rivero y de la Tixera, alcalde de Jerez -hermano del senador, diputado y también alcalde Rafael Rivero-, y de María del Carmen O’Neale y Saelices.
- Josefa (1844-1896), casada con Ricardo de la Quintana y Murrieta.
- María Dolores (1845-1870).
- Manuel Críspulo (1846-1933), I marqués de Bonanza, casado con María Josefa de Ágreda y Pérez de Grandallana.
- Pedro Nolasco (1849-1946), I marqués de Torresoto, casado con María Nicolasa Gordon y Moreno.
- Gabriel (1853), muerto niño.
- María Luisa (1858-1945), casada con José Antonio de Ágreda y Pérez de Grandallana, III conde de Casa Ágreda.
- Ricardo (1860-1942), casado con María de Ysasi y Lacoste.